# کوشیتسه
کوشیتسه 
(به اسلواکی: Košice) (به مجاری: Kassa) با جمعیتی حدود ۲۳۵٬۰۰۰ نفر، دومین شهر پرجمعیت اسلواکی است.

## جغرافیا

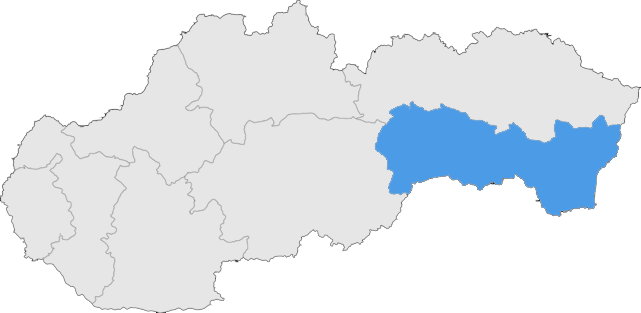

کوشیتسه در ارتفاع ۲۰۶ متری از سطح دریا قرار دارد و مساحتش ۲۴۲/۷۷ کیلومتر مربع است.
این شهر در شرق اسلواکی در ۲۰ کیلومتری مرز مجارستان، ۸۰ کیلومتری مرز اوکراین و ۹۰ کیلومتری مرز لهستان واقع است. همچنین پایتخت اسلواکی، براتیسلاوا در ۴۰۰ کیلومتری غرب آن است.

## موزه و نگارخانه
موزه اسلواکی شرق در سال ۱۸۷۲ تأسیس شد. موزه صنعتی اسلواکی نیز در سال ۱۹۴۷ تأسیس شده و تنها موزه از گروه صنعتی است که به تاریخ و رسوم علم و تکنولوژی مربوط است.

## مراکز آموزشی
کوشیتسه دومین شهر دانشگاهی بعد از براتیسلاوا است.
دانشگاه صنعتی کوشیتسه بزرگ‌ترین دانشگاه این شهر است (۱۶٬۰۱۵ دانشجو، ۸۶۷ دانشجوی دکترا).
دانشگاه پاول ژوزف شافاریک با ۷٬۴۰۳ دانشجو نیز از دانشگاه‌های عمده آن است.

## شهرهای شریک و خواهر
| - بوداپست، مجارستان، از ۱۹۹۷ - بورسا، ترکیه، از ۲۰۰۰ - کتبوس، آلمان، از ۱۹۹۲ - میشکُلتس، مجارستان، از ۱۹۹۷ - نیش، صربستان، از ۲۰۰۱ - اُستراوا، جمهوری چک، از ۲۰۰۱ - پلودیو، بلغارستان، از ۲۰۰۰ | - راهه، فنلاند، از ۱۹۸۷ - رشوف، لهستان، از ۱۹۹۱ - سنت پترزبورگ، روسیه، از ۱۹۹۵ - اوژهورود، اوکراین، از ۱۹۹۳ - ورونا، ایتالیا، از ۱۹۹۲ - Vysoké Tatry, اسلواکی، از ۲۰۰۶ - ووپرتال، آلمان، از ۱۹۸۰ - دبرِتسِن، مجارستان |

## نگارخانه

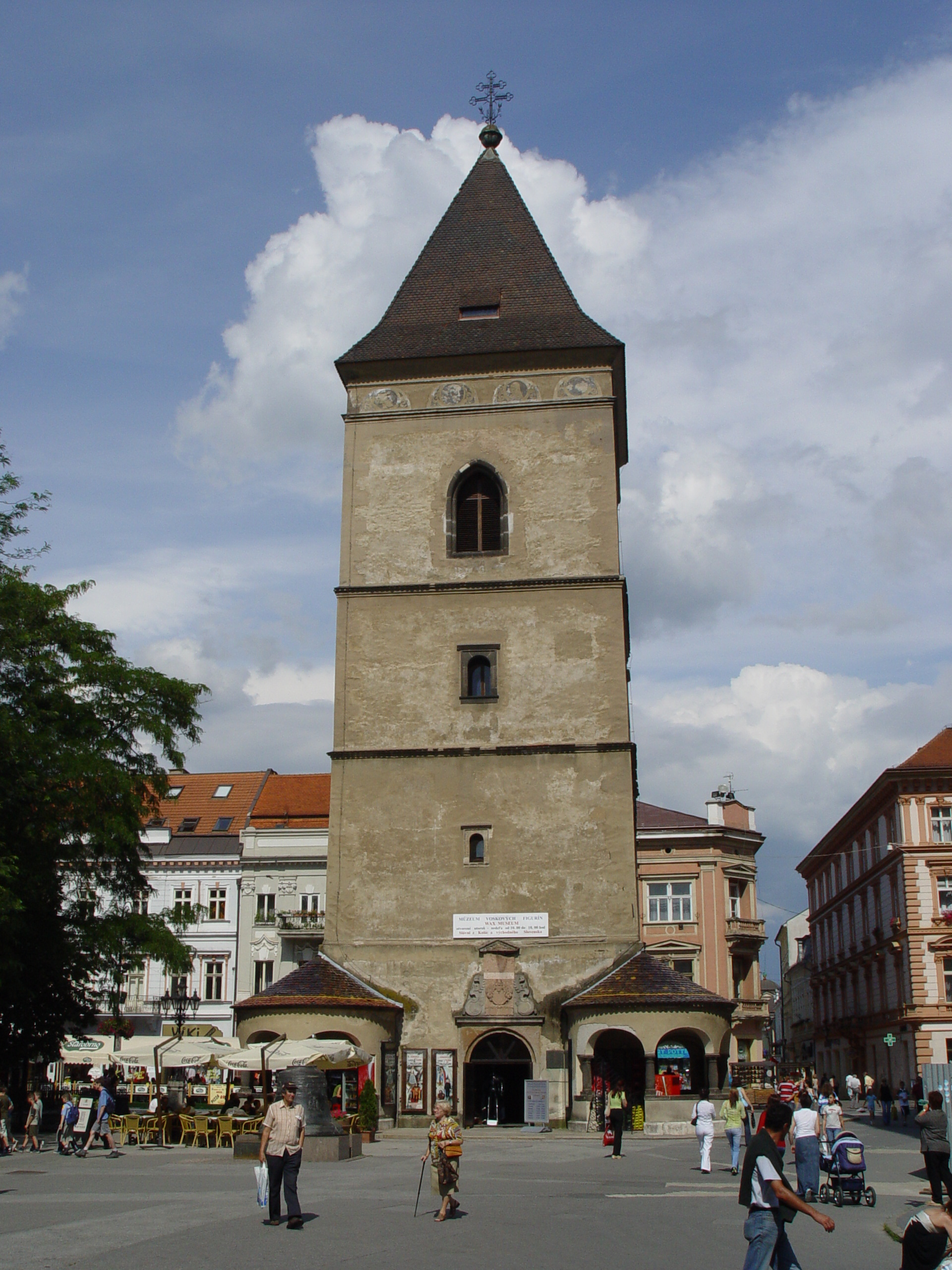
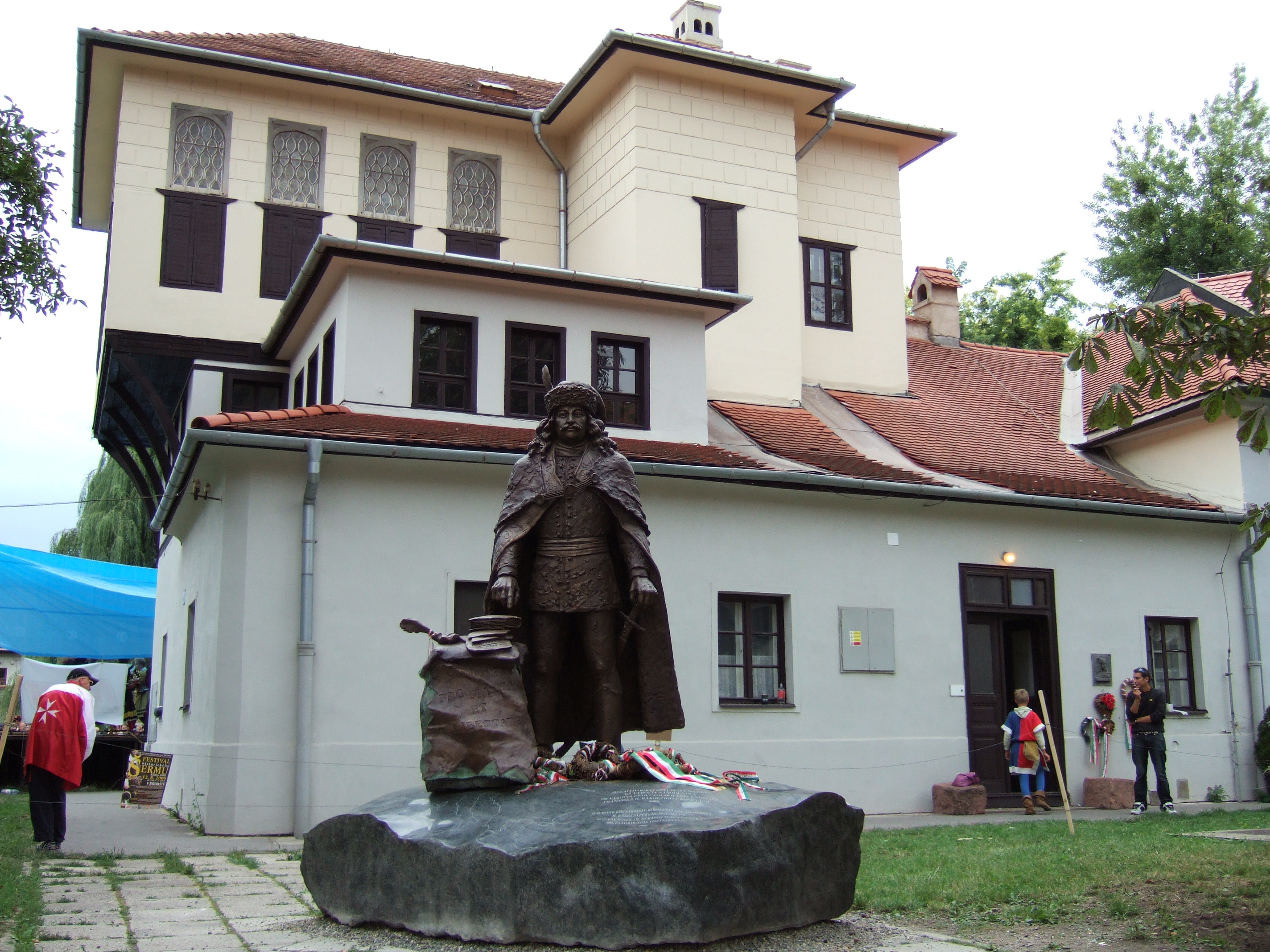
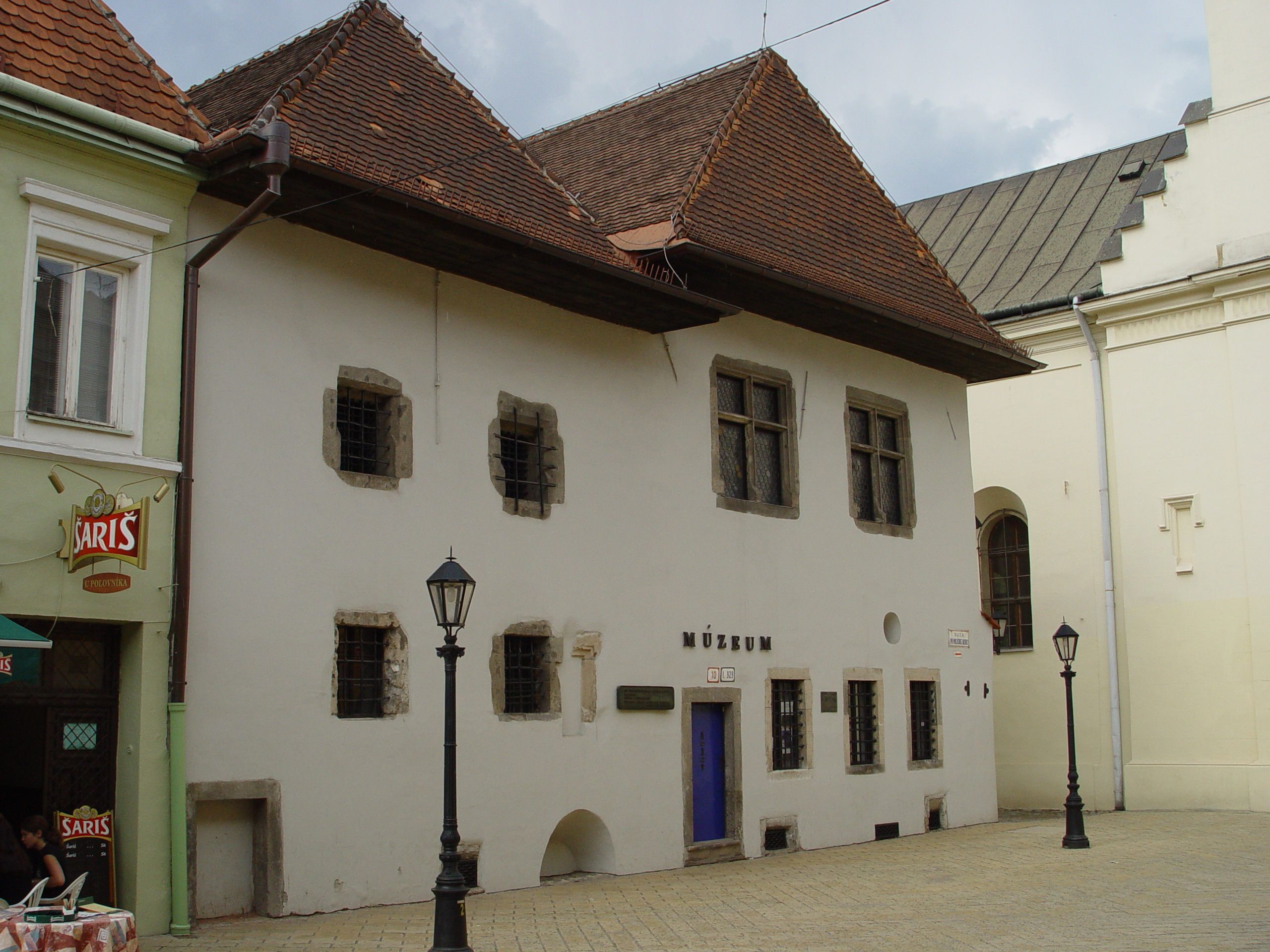
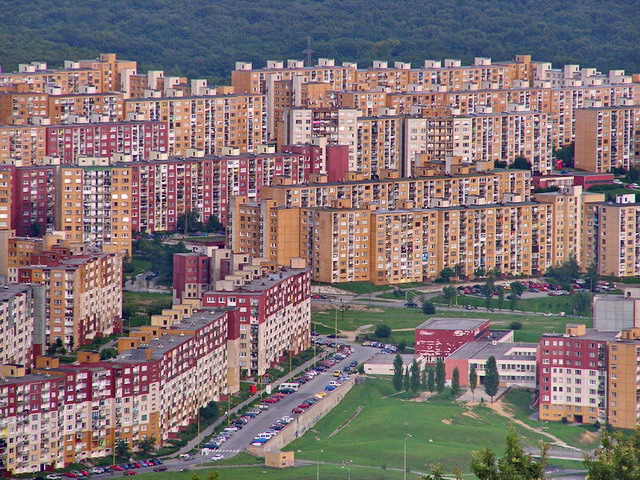
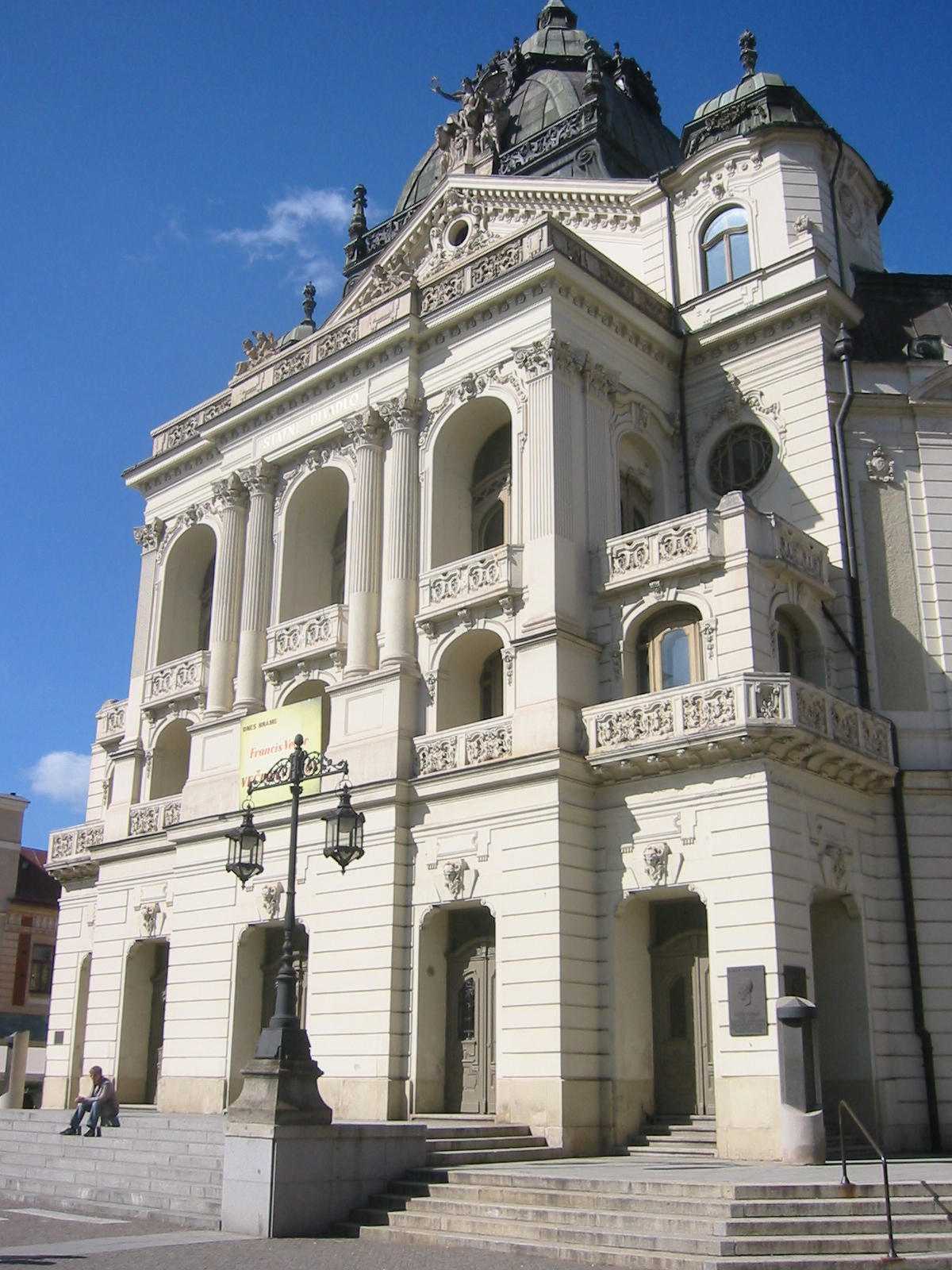
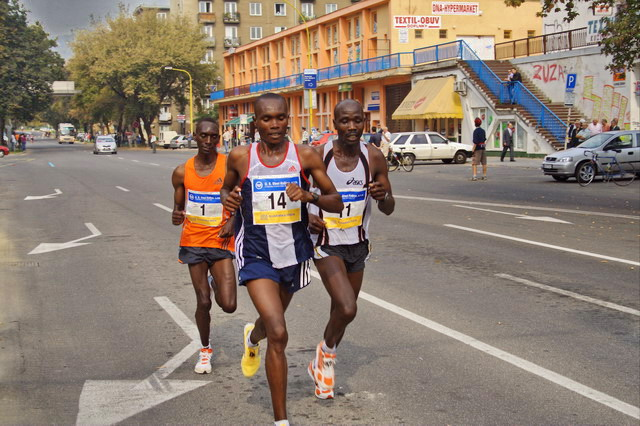
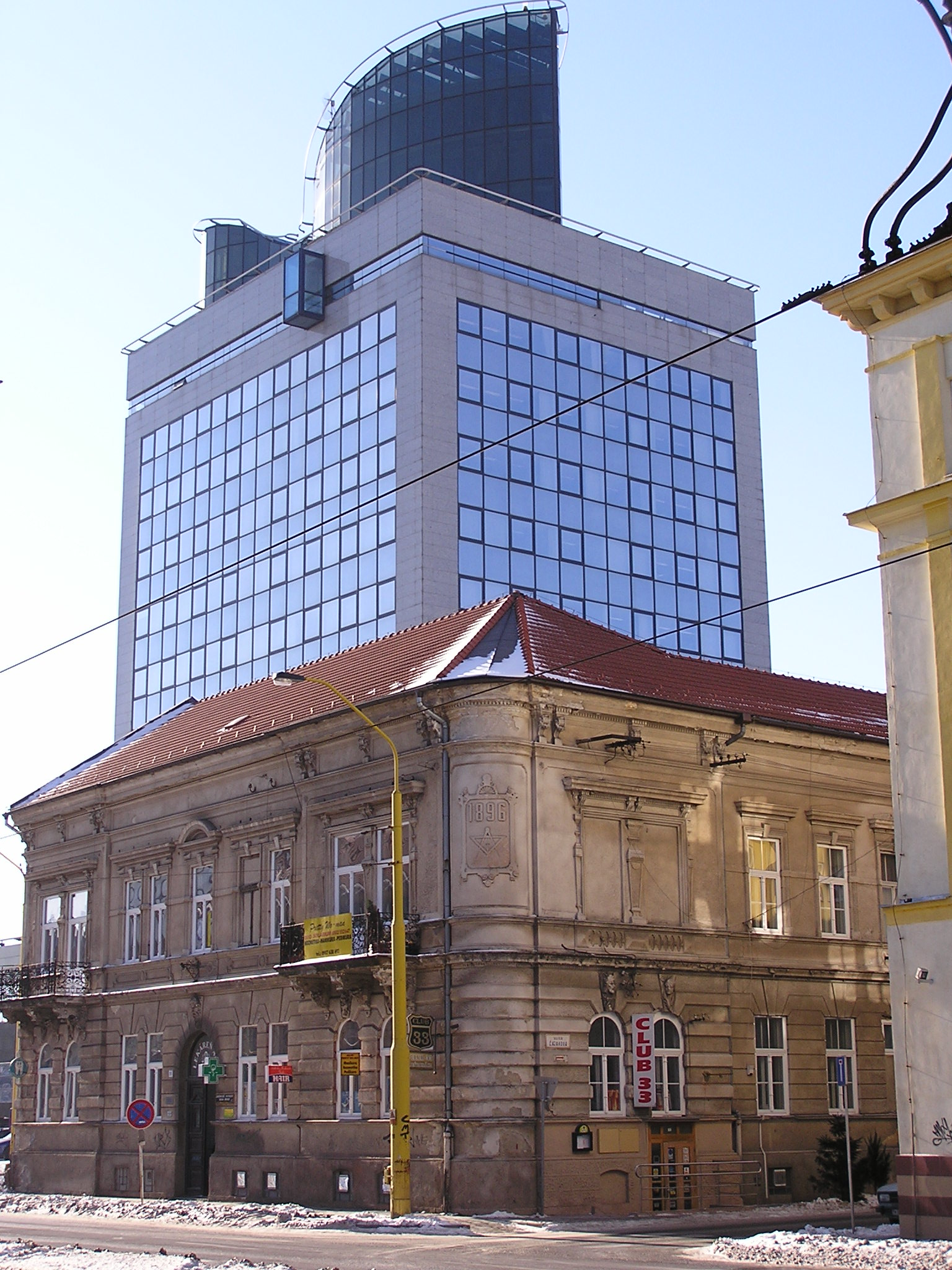
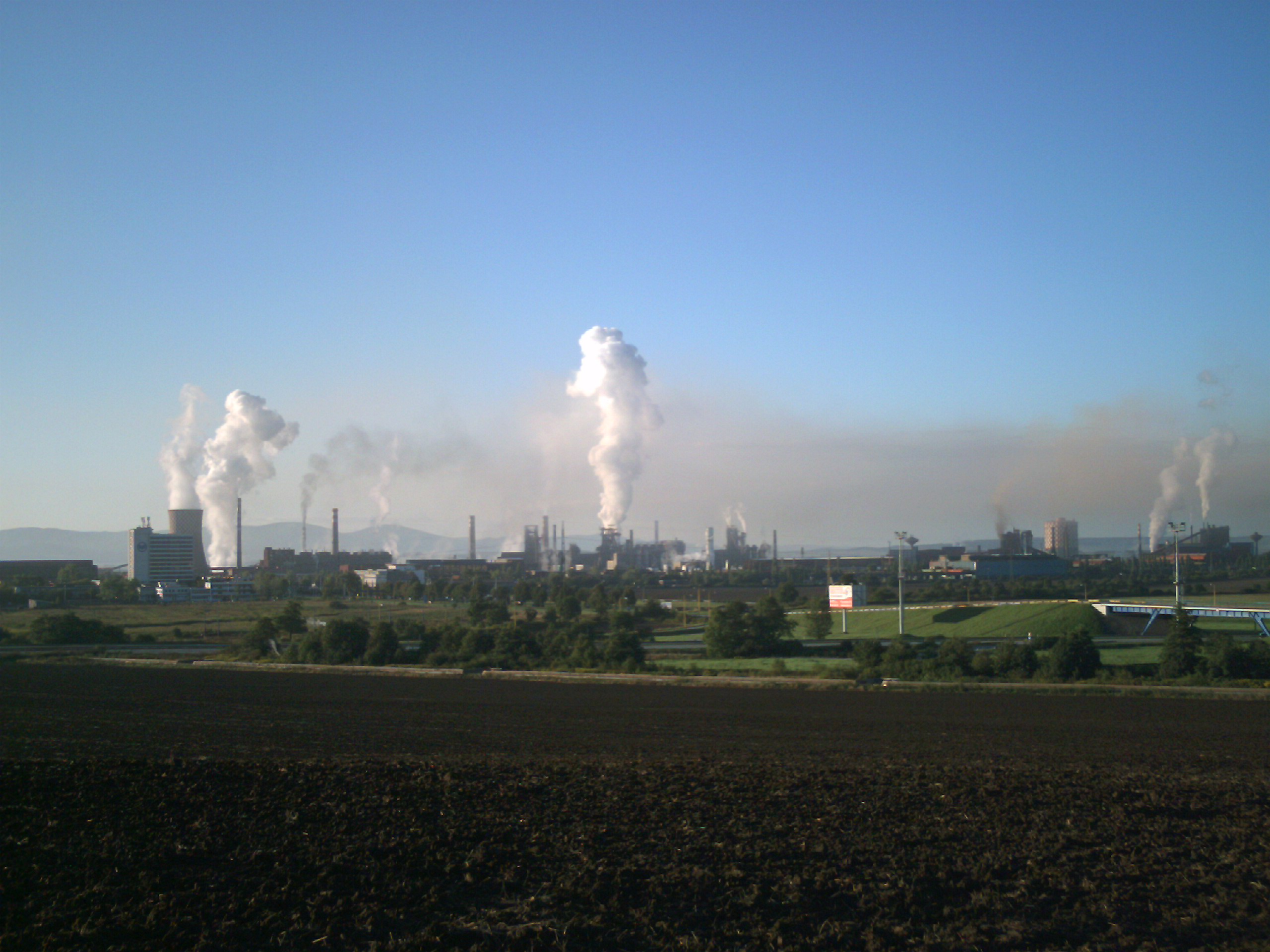